# Radio (film, 1936)
Pour les articles homonymes, voir Radio.
Pour plus de détails, voir Fiche technique et Distribution.
Radio est un documentaire français réalisé par Maurice Cloche sorti en 1936.

## Synopsis
Docufiction dédié aux pionniers de la TSF. L’activité quotidienne d’une station de radio des années 1930. 

## Fiche technique
- Titre : Radio
- Réalisation : Maurice Cloche
- Scénario : Maurice Cloche
- Photographie : Gérard Perrin
- Musique : Philippe Gaubert
- Société de production : Société Parisienne du Documentaire Filmé
- Société de distribution : Atlantic Film (Paris)
- Réalisé avec la collaboration de La Radiodiffusion d'Etat, du Poste Parisien de La Compagnie française de gramophone G. Marconi
- Pays d'origine :  France
- Langue de tournage : français
- Format : noir et blanc — monophonique — 35 mm (positif et négatif) - 1 x 1,37
- Genre : film documentaire
- Durée : 56 min
- Métrage : 1474 m
- Date de sortie en France : 8 janvier 1937

## Distribution
- Par ordre alphabétique : 
  - Mady Berry : elle-même enregistrant un sketch en studio
  - Elyane Célis : elle-même enregistrant une chanson en studio
  - Charpini et Brancato : eux-mêmes, en studio
  - Damia : elle-même chantant « Les naufragés »
  - Claude Dauphin : lui-même, en studio
  - Marie Dubas : elle-même, chantant « La grande bébête »
  - Philippe Gaubert : lui-même
  - Fréhel : elle-même, chantant « Tel qu'il est, il me plaît »
  - Pierre Larquey : lui-même enregistrant un sketch en studio
  - Manécanterie des Petits Chanteurs à la croix de bois : eux-mêmes
  - Marguerite Moreno : elle-même, en studio
  - Pauley : lui-même, en studio
- Et : 
  - Marcelle Bordas : elle-même, chantant « Ma femme est morte »
  - Germaine Martinelli
  - André Pernet
  - Maurice Pierrat
  - Alexander et son orchestre
  - Les Chœurs Feodor Potorjinsky